# Relaciones Alemania-Costa Rica
Alemania y Costa Rica son dos naciones que gozan de relaciones diplomáticas desde el siglo XIX. Rotas brevemente durante las guerras mundiales, ambos países han tenido relaciones estables desde 1950. 

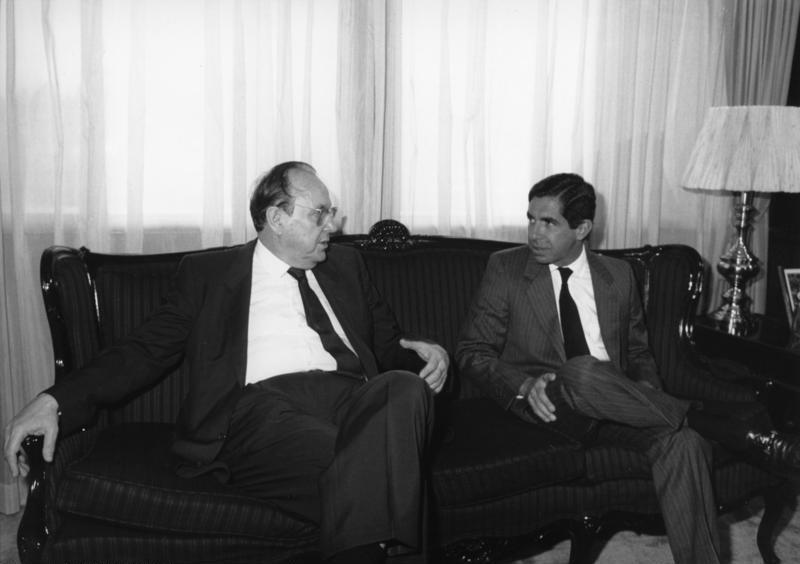
Hans-Dietrich Genscher y Óscar Arias Sánchez en 1987

El Estado Libre de Costa Rica y la Confederación Germánica iniciaron relaciones diplomáticas en 1848  cuando era presidente de Costa Rica José María Castro Madriz. Entre otras cosas, Madriz estaba interesado en la colonización del país por parte de empresarios y colonos alemanes. Si bien muchos ambiciosos proyectos promovidos por la Sociedad Berlinesa de Colonización del barón Alexander von Bulow no se concretaron, la migración de muchos alemanes al país sí fue un hecho destacado. 
Alemania y Costa Rica rompieron relaciones brevemente de 1917 a 1918 por la Primera Guerra Mundial durante la dictadura de Federico Tinoco, sin muchas consecuencias ya que el gobierno estadounidense de Woodrow Wilson bloqueó la participación de Costa Rica por considerarlo un gobierno ilegítimo.

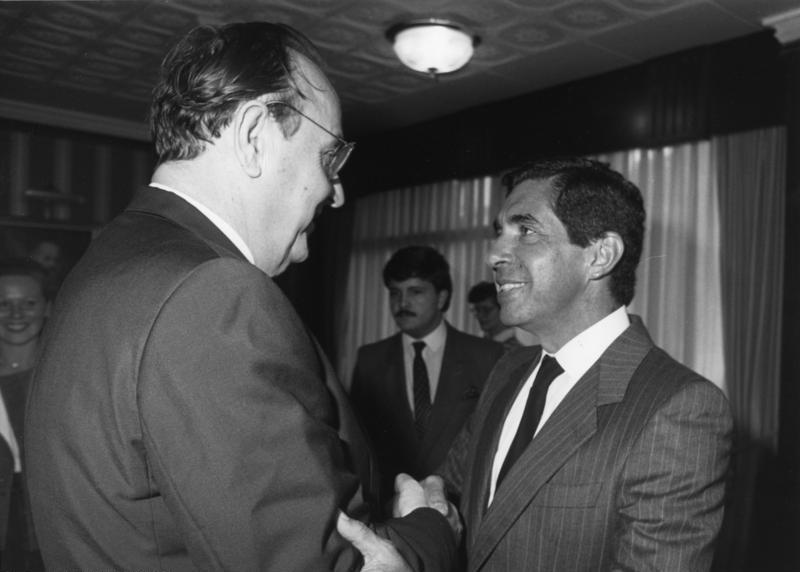
Hans-Dietrich Genscher y Óscar Arias Sánchez en 1987

Las relaciones entre Costa Rica y Alemania se tensaron con el inicio de la Segunda Guerra Mundial. El gobierno del Tercer Reich ordenó a Costa Rica retirar sus representaciones consulares de los países ocupados por Alemania, cosa a la que Costa Rica se negó por lo que en respuesta rompió relaciones diplomáticas enteramente con Berlín mediante decreto ejecutivo el 29 de setiembre de 1941 siendo presidente Rafael Ángel Calderón Guardia. Costa Rica declaró la guerra a Alemania el 11 de diciembre de 1941 pero no participó activamente en las hostilidades. 
En 1950 la embajada de Estados Unidos comunica a Costa Rica que Estados Unidos, Francia y Gran Bretaña habían decidido hacer la paz con Alemania, si bien la división del país hacía el asunto complejo.
El conde Franz von Tattenbach, quien había sido agregado de negocios interino de Alemania en Costa Rica desde 1921 y residía en el país, inició gestiones a título personal ante la República Federal de Alemania, para restablecer las relaciones con Costa Rica.
Tras de largas negociaciones, el 30 de abril de 1952 la Legación costarricense en Francia dirigió una nota a su par germana para comunicarle que el Gobierno de Costa Rica había resuelto restablecer las relaciones diplomáticas a partir de esa fecha nombrar al doctor Eugen Klee como Ministro Plenipotenciario de Alemania en San José. El Ministro Klee presentó credenciales al presidente Otilio Ulate ese año. Costa Rica nombró en setiembre de 1953 a Gonzalo Cubero Otoya como Ministro Plenipotenciario en Bonn.
A pesar de esto, en teoría ambos países seguían en estado de guerra pues la paz solo podía ser autorizada por el Parlamento. Lo que se concretó durante la segunda administración de José Figueres quien visitó oficialmente Alemania. A partir de entonces los lazos de cooperación entre ambos países se estrecharon, Alemania se convirtió en uno de los principales contribuyentes de cooperación internacional para el desarrollo de Costa Rica.
Alemania apoyó a Costa Rica en las rondas de negociaciones para la pacificación de Centroamérica en los años ochenta que terminó con los Acuerdos de Esquipulas. Gracias al apoyo del ministro de relaciones exteriores Hans-Dietrich Genscher este fue declarado ciudadano de honor de Costa Rica por la Asamblea Legislativa.